# Parabignonia
Parabignonia Bureau,  es un género de plantas de la familia Bignoniaceae que tiene cuatro especies de árboles.
Está considerado un sinónimo del género Dolichandra Cham.

## Especies seleccionadas
| - Parabignonia chodatii (Hassler) A.H.Gentry - Parabignonia maximiliani Bureau - Parabignonia steyermarkii Sandwith - Parabignonia unguiculata (Vell.) A.H.Gentry |